# گودال چلنجر

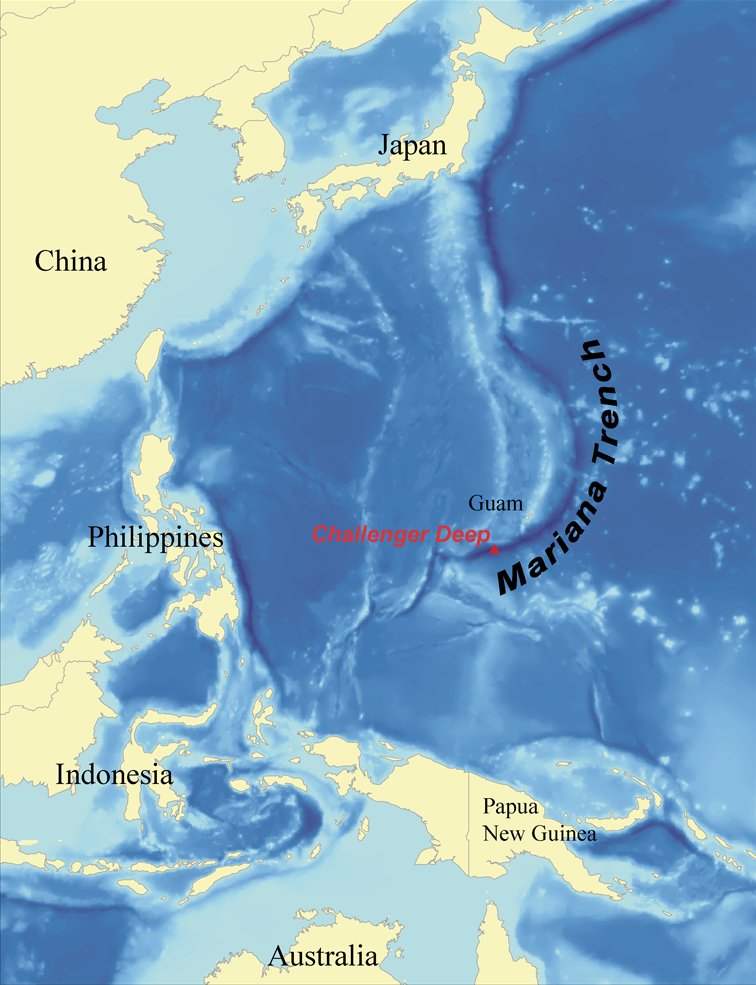
موقعیت گودال چلنجر با رنگ قرمز مشخص شده‌است.

گودال چَلِنجـِر ژرفترین نقطه شناخته‌شده در اقیانوس‌های جهان است. این نقطه در درازگودال ماریانا واقع در اقیانوس آرام قرار دارد و ژرفای آن ۱۰٬۹۰۲ تا ۱۰٬۹۲۹ متر (۳۵٬۷۶۸ تا ۳۵٬۸۵۶ فوت) است. ژرفای اندازه‌گیری‌شده حاصل برآورد زیردریاپیماها و زهپادها است و چنین به نظر می‌رسد که ژرفاسنجی از طریق سونار تا حدودی، عمق به مراتب بیشتری را تخمین می‌زند. و نزدیکترین خشکی به آن جزیره فایس است. در نمونه خاکی که از کف این گودال برداشت شده گونه‌های ویژه‌ای از جانداران روزندار با صدف نرم دیده شده‌است.
انتساب نام این نقطه برگرفته از نام کشتی اچ‌ام‌اس چلنجر (۱۸۵۸) متعلق به نیروی دریایی پادشاهی بریتانیا می‌باشد که سفر اکتشافی کشتی موصوف در بحبوحه سال‌های ۱۸۷۲ تا ۱۸۷۶، اولین گزارش‌های مستدل از عمق آن را گزارش نمود. فشار فوق‌العاده زیاد آب در این عمق، طراحی دقیق مجرا و بهره‌برداری منابع زیستی و گیاهی برای تحقیقات را با دشواری بسیار مواجه نموده‌است. نخستین غواصی به وسیلهٔ تجهیزات و وسایل دریاپیمایی امروزی در سال ۱۹۶۰ و با کمک زیردریاپیمای بثی‌سکف موسوم به بتیسکف تریسته صورت پذیرفت. به دنبال آن نیز بازدیدهایی بدون سرنشین نیز در سال‌های ۱۹۹۶، ۱۹۹۸ و ۲۰۰۹ نیز صورت گرفت. همچنین در مارس سال ۲۰۱۲، یک غواص انفرادی تک سرنشین توسط کارگردان مشهور سینما، جیمز کامرون و با کمک زیردریاپیمای دیپ‌سی چلنجر هم صورت پذیرفت.

## نگارخانه

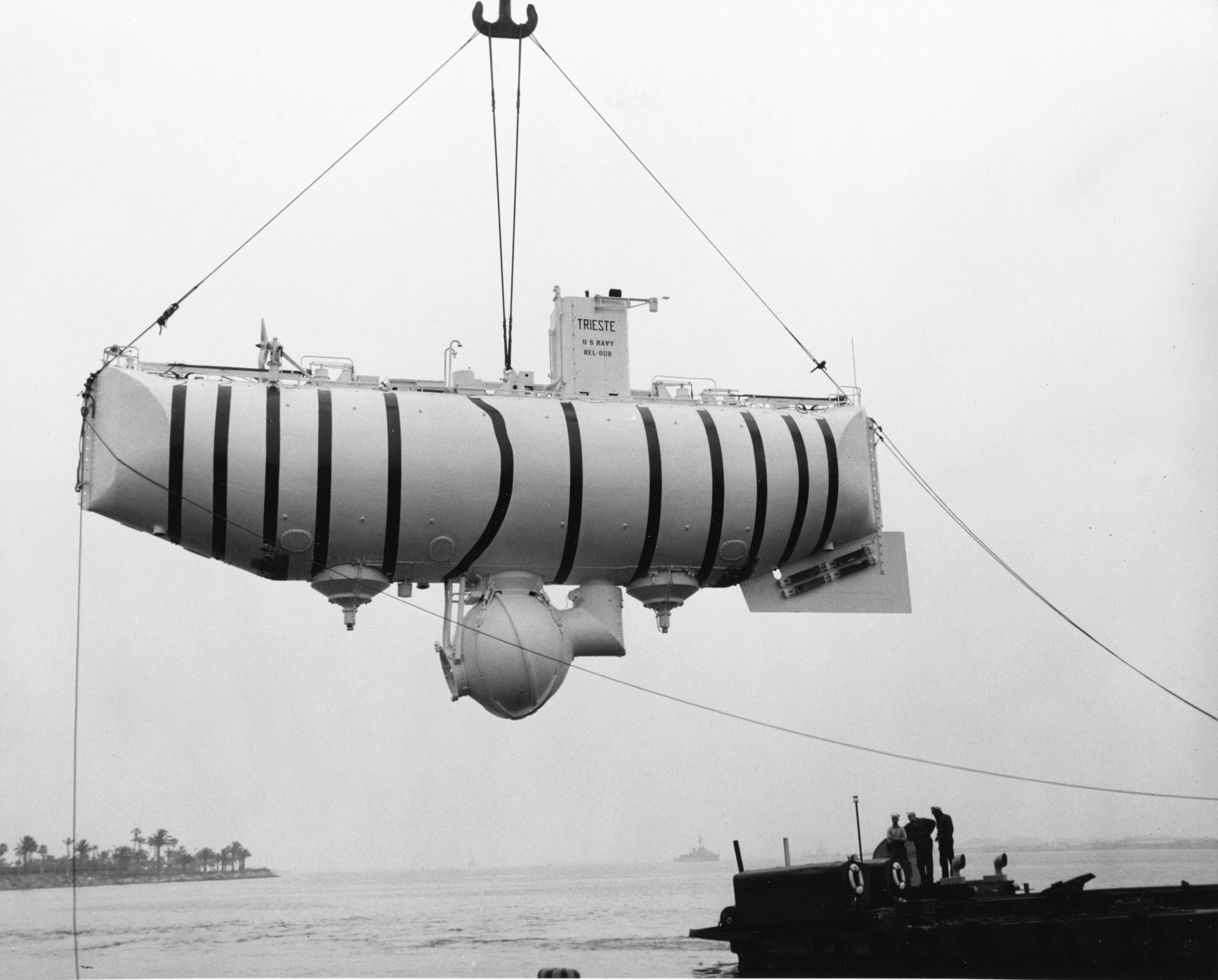
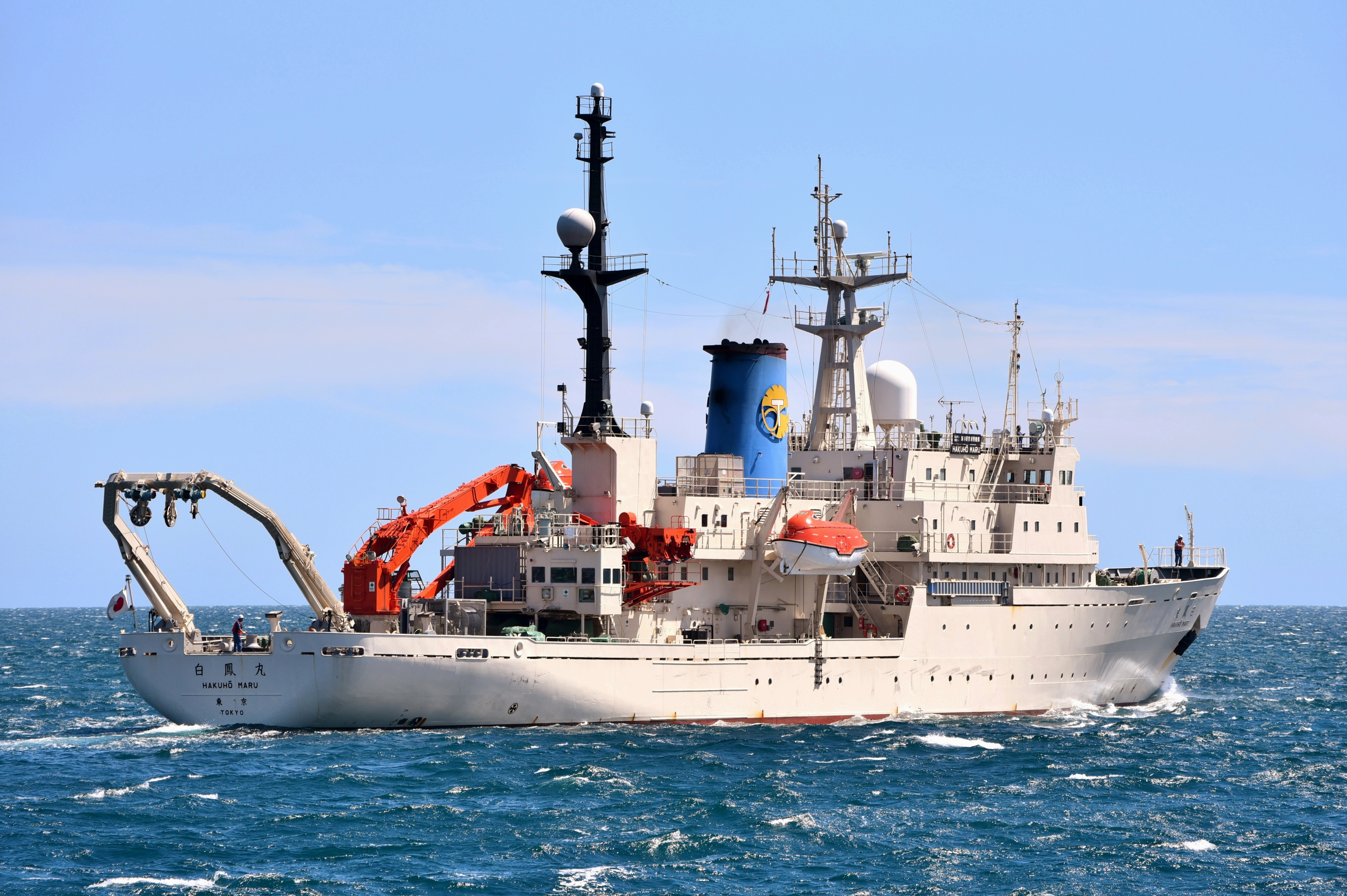
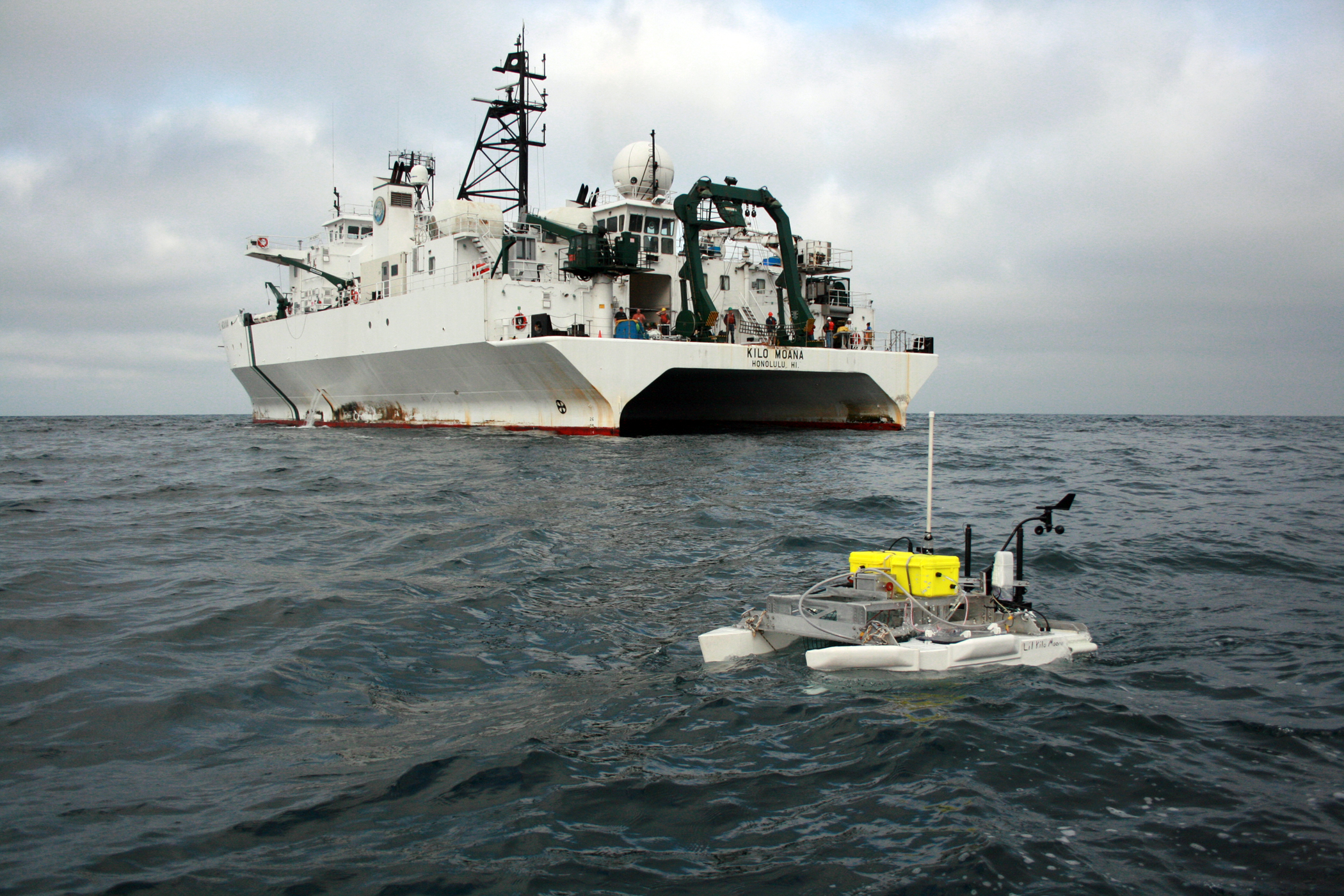
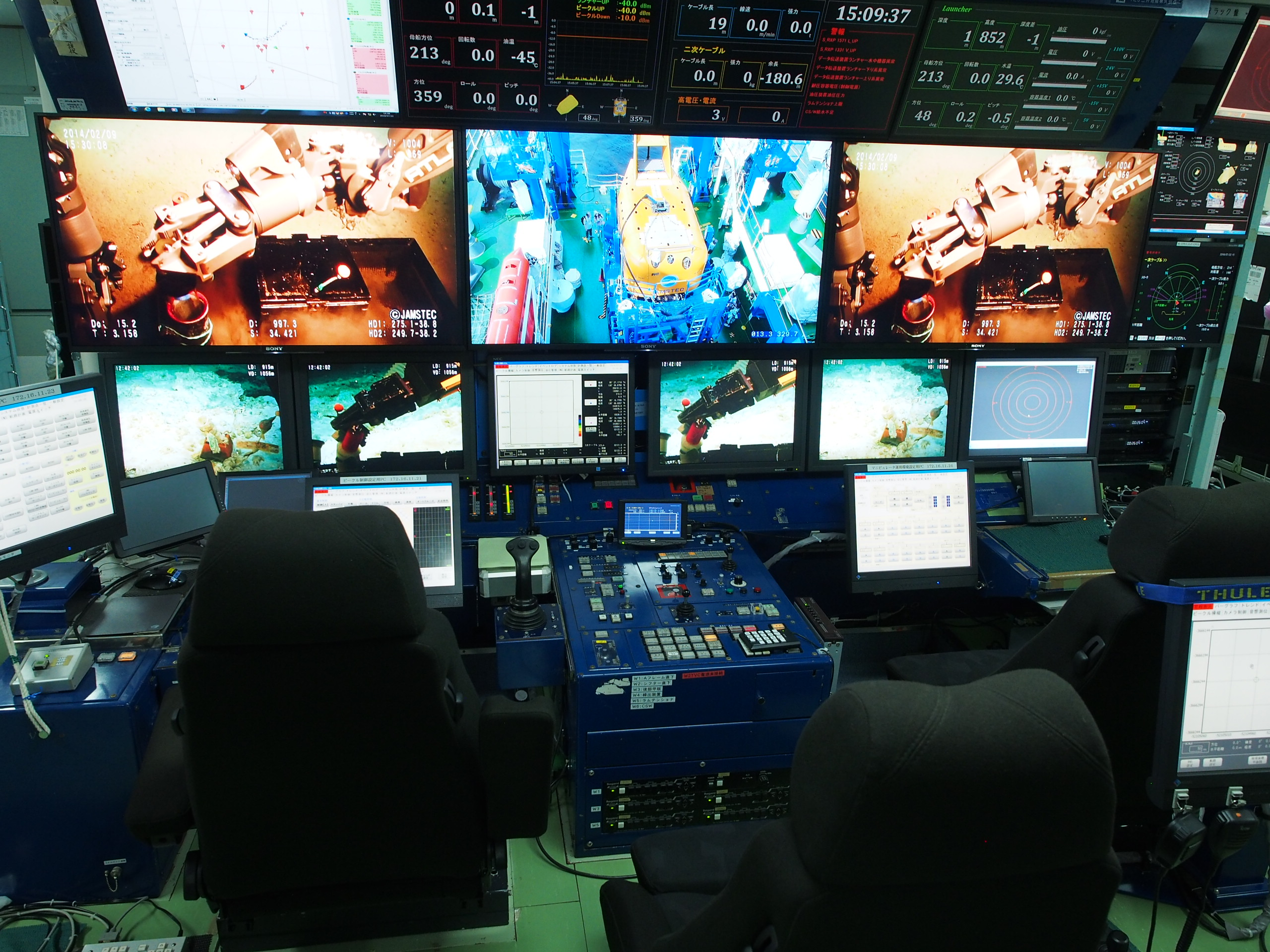
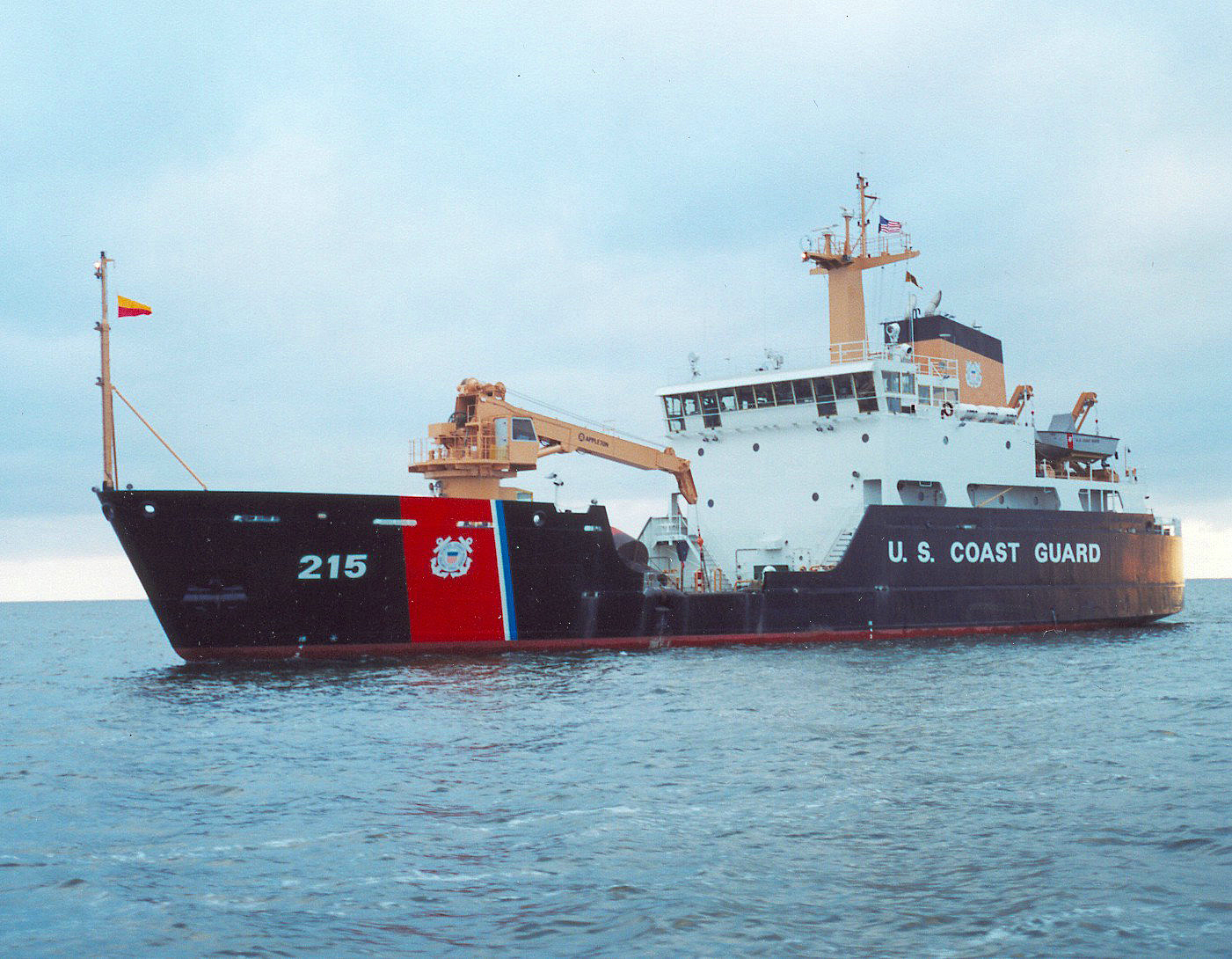
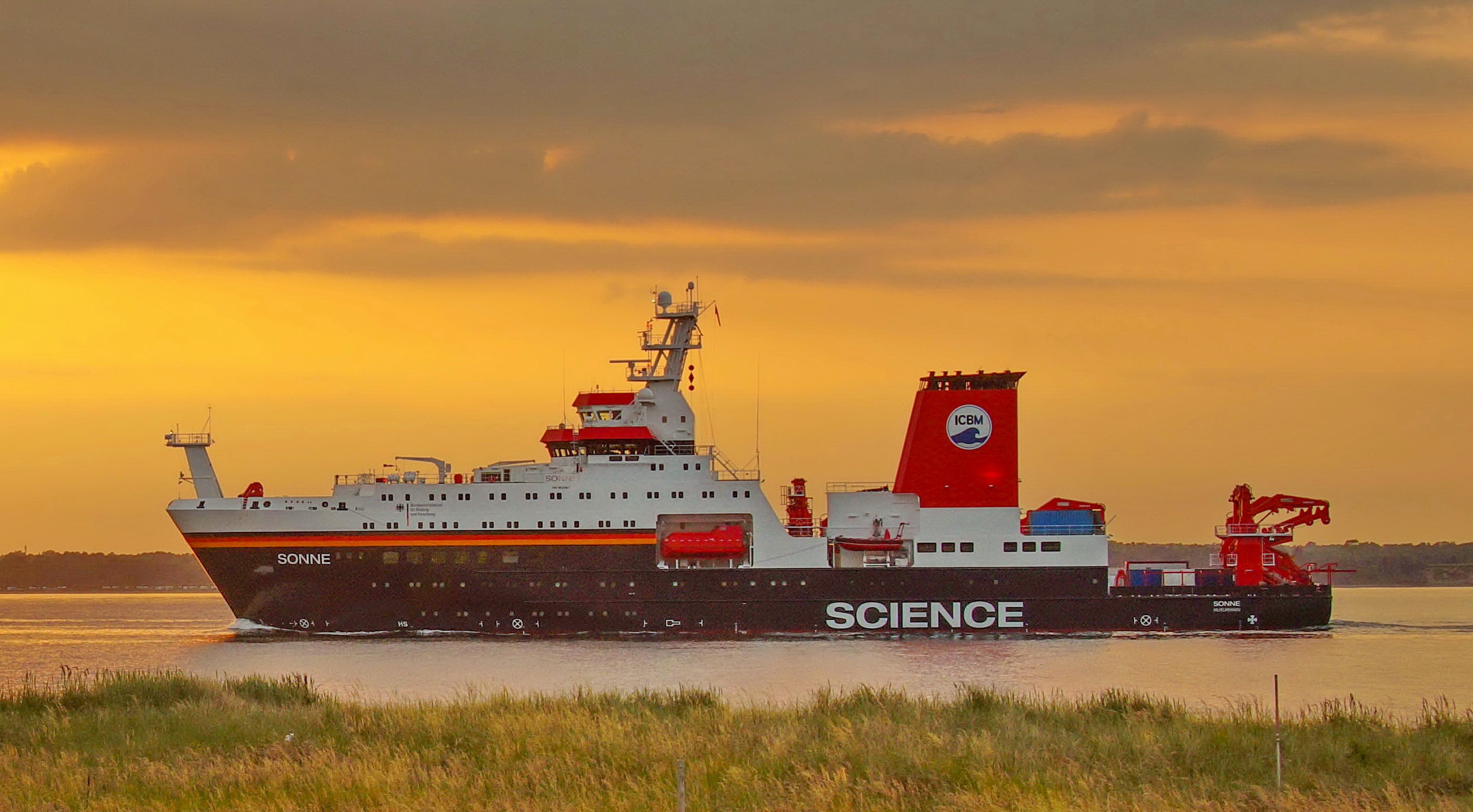
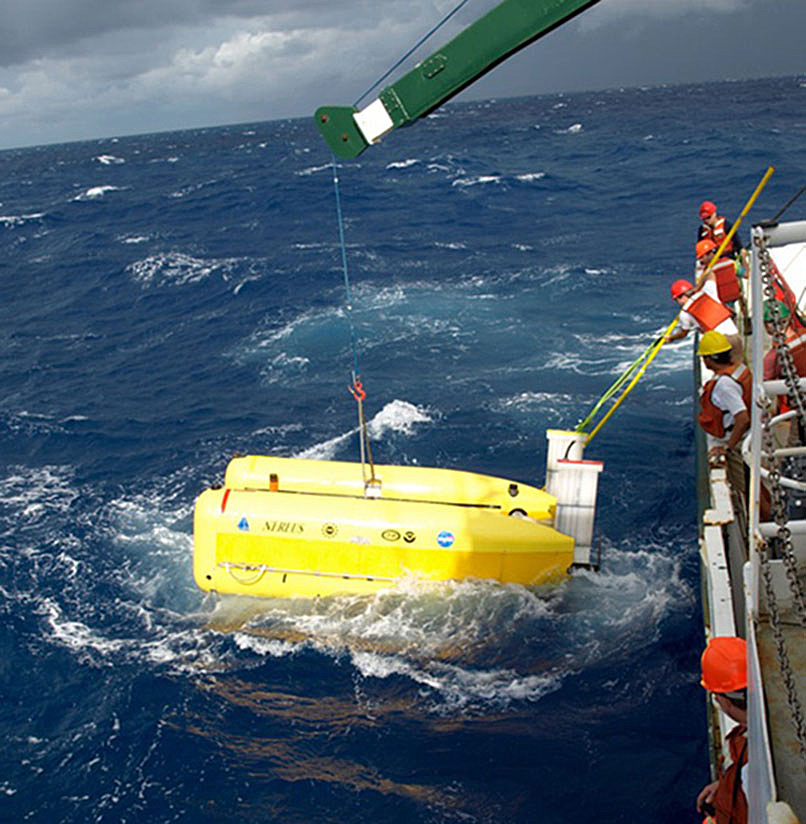